# Georges Doriot
Georges Frédéric Doriot (24 de septiembre de 1899 – 2 de junio de 1987) fue un franco-estadounidense conocido por sus prolíficas carreras en el ámbito militar, académico, empresarial y educativo.
Emigrado desde Francia, Doriot se convirtió en profesor de Gestión Industrial en Harvard Business School y luego en director de la División de Planificación Militar del Ejército de los EE. UU., Cuartel General, durante la Segunda Guerra Mundial, siendo ascendido finalmente a general de brigada.
En 1946, fundó la American Research and Development Corporation, considerada una de las primeras firmas de capital de riesgo del mundo, lo que le valió el sobrenombre de "padre del capital de riesgo".
En 1957, fundó INSEAD, ahora una de las principales escuelas de negocios del mundo.

## Juventud y educación
Doriot nació en París, Francia en 1899, hijo de Berthe Camille Baehler y Auguste Doriot, el pionero automovilista, corredor, ingeniero, gerente de fábrica, distribuidor y fabricante de automóviles (propietario de D.F.P.). Doriot se unió al ejército francés en artillería en 1917, pero luego regresó a estudiar cuando terminó la Primera Guerra Mundial y se graduó de la Universidad de París en 1920. Emigró a Estados Unidos en 1921 para estudiar un MBA en la Harvard Business School, pero abandonó para iniciar una carrera en Wall Street. Sin embargo, en 1926 regresó a trabajar como decano asistente y eventualmente fue promovido a profesor asociado.

## Servicio militar
Se convirtió en ciudadano estadounidense en 1940 para poder asumir un puesto militar creado para él por un exalumno, el Mayor General Edmund Gregory, como teniente coronel en el Cuerpo de Intendencia del Ejército de los Estados Unidos y luego como Director de la División de Planificación Militar del Cuartel General. En esa capacidad, Doriot gestionó toda la adquisición de suministros para el Ejército de los EE. UU., desde camiones hasta uniformes y raciones. Doriot y su equipo resolvieron problemas logísticos a gran escala que suministraron a las Fuerzas Aliadas la munición, el alimento y el equipo necesario para impulsar su éxito. Fue ascendido finalmente a general de brigada. Por su servicio, Doriot recibió la Medalla por Servicio Distinguido y fue honrado como Comandante del Imperio Británico y con la Legión de Honor francesa.

## Profesorado en Harvard
Como profesor en Harvard Business School, Georges F. Doriot era conocido por su estilo de enseñanza riguroso y autoritario. Su curso de "Manufactura", aunque ostensiblemente sobre procesos de producción, abarcaba una amplia gama de temas relacionados con la gestión empresarial y la estrategia. Las clases de Doriot eran principalmente magistrales, con poca discusión, reflejando su creencia en la importancia de la disciplina y el pensamiento estratégico a largo plazo. Su filosofía educativa enfatizaba el desarrollo del carácter y el liderazgo, que consideraba cruciales para el éxito tanto en los negocios como en la vida. El curso, que se impartió desde 1926 hasta la jubilación obligatoria de Doriot en 1966, contó con miles de estudiantes, incluidos algunos de los graduados más destacados de la época en HBS, conocidos como "Hombres de Doriot", como Philip Caldwell (Ford Motor Co.), John Diebold (The Diebold Group), Ralph Hoagland (CVS), Dan Lufkin (Donaldson, Lufkin & Jenrette) y James D. Robinson III (American Express).

## Fundación de INSEAD
El primer intento de Doriot para reconectar con la educación en Francia fue la fundación del CPA – Centre de Perfectionnement aux Affaires en 1930. Este luego se integró en HEC París en 2002, y se rebrandeó como el executive MBA de HEC París, de facto uno de los MBAs ejecutivos más antiguos del mundo.
Después de la Segunda Guerra Mundial, la experiencia de Doriot en ambas guerras mundiales impulsó su determinación de conectar países crónicamente hostiles y construir una paz duradera en Europa. Imaginó una escuela de negocios que uniría a líderes de diferentes países, incluidos los antiguos hostiles, para reconstruir las economías y promover la paz duradera. Para garantizarlo, su visión para la escuela incluía límites de ciudadanía y un idioma de instrucción
que fuese en francés, inglés o alemán para asegurar la colaboración intercultural.
En 1955, Doriot presentó esta idea a la Cámara de Comercio de París, cuyos presidentes, Jean Marcou y Philippe Dennis, no solo financiaron el proyecto, sino que también se convirtieron en los primeros presidentes de la escuela. La visión de Doriot obtuvo respaldo internacional, incluido el apoyo del presidente de EE. UU., Dwight D. Eisenhower, quien apoyó el papel de INSEAD en la reconstrucción de Europa. Doriot seleccionó a Claude Janssen y Olivier Giscard d'Estaing, sus antiguos estudiantes en Harvard, como sus cofundadores. Janssen, bien conectado en los círculos empresariales europeos, tenía experiencia en finanzas, mientras que Giscard d'Estaing, hermano menor del futuro presidente francés, Valéry Giscard d'Estaing, aportó una red política.
INSEAD, inicialmente llamado "Institut Européen d'Administration des Affaires" (lit. 'Instituto Europeo de Administración de Empresas'), se estableció en 1957 y funcionó inicialmente en el Château de Fontainebleau, antes de trasladarse a su actual campus europeo en 1967. La primera clase de MBA comenzó el 12 de septiembre de 1959 con 57 estudiantes. Hoy en día, INSEAD, tras haber eliminado su marca europea para enfocarse en una misión más global, es una de las principales escuelas de negocios del mundo, conocida por su impulso hacia el internacionalismo, globalización, fuerte cultura de emprendimiento y por sus exalumnos exitosos en la política global y corporativa.

## ARDC y el "Padre del Capital de Riesgo"
En 1946, Doriot regresó a Harvard y, ese mismo año, fundó la American Research and Development Corporation (ARDC), una de las dos primeras firmas de capital de riesgo[cita requerida] junto con Ralph Flanders y Karl Compton (expresidente del MIT), para fomentar la inversión del sector privado en empresas dirigidas por soldados que regresaban de la Segunda Guerra Mundial. La importancia de ARDC radica principalmente en que fue la primera firma de inversión privada institucional que aceptó dinero de fuentes distintas a las familias adineradas, aunque también tuvo varios éxitos de inversión notables.
ARDC es conocida por la primera gran historia de éxito del capital de riesgo cuando su inversión de $70000 en Digital Equipment Corporation (DEC) en 1957 se valoró en más de $38 millones después de la oferta pública inicial de la empresa en 1968 (representando un retorno de más de 500 veces su inversión y una tasa interna de retorno anualizada del 101%). Hasta su muerte, Doriot mantuvo una amistad con Ken Olsen, fundador de Digital.
El liderazgo de Doriot en ARDC se caracterizó por su enfoque único hacia el capital de riesgo, que enfatizaba el carácter y la visión de los emprendedores por encima de las proyecciones financieras. Creía en la inversión a largo plazo y en el fomento de las nuevas empresas, comparando su papel con el de un padre que cuida a un niño enfermo, enfocándose en el potencial de las personas detrás de las empresas en lugar de buscar salidas tempranas.
ARDC continuó invirtiendo hasta 1971 con la jubilación de Doriot. En 1972, Doriot fusionó ARDC con Textron después de invertir en más de 150 empresas. Por su papel en la fundación de ARDC, Doriot a menudo es referido como el "padre del capital de riesgo".

## Muerte
Doriot falleció de cáncer de pulmón en 1987 en Boston, Massachusetts.

## Legado
Las Doriot Climatic Chambers en el Centro de Sistemas del Soldado del Ejército de EE. UU., Natick, Massachusetts fueron nombradas en su honor en 1994. (Durante su tiempo en el Ejército de EE. UU., Doriot había escrito y hablado sobre la necesidad de un "Instituto del Hombre" para probar a los soldados y su equipo en condiciones ambientales extremas. Las DCC se consideran una realización parcial de esa visión).
La Escuela de Capital Doriot fue creada en su nombre por la llamada Universidad Zeitgeist, Ginebra, Suiza y en el campus de Ciudad de México, México en 2020 con el objetivo de educar a líderes y construir empresas.

## Archivos y registros
- Documentos de investigación de Georges F. Doriot en las Colecciones Especiales de la Biblioteca Baker, Harvard Business School
- Documentos de Georges F. Doriot sobre la American Research and Development en las Colecciones Especiales de la Biblioteca Baker, Harvard Business School
- Documentos de Georges F. Doriot en las Colecciones Especiales de la Biblioteca Baker, Harvard Business School